# Pterotaea orinomos
Pterotaea orinomos là một loài bướm đêm trong họ Geometridae.